# Getsjön (Alsens socken, Jämtland)
Getsjön är en sjö i Krokoms kommun i Jämtland och ingår i Indalsälvens huvudavrinningsområde. Sjön har en area på 3,26 kvadratkilometer och ligger 361 meter över havet. Sjön avvattnas av vattendraget Ytterån (Ålfloån).

## Delavrinningsområde
Getsjön ingår i det delavrinningsområde (704857-139045) som SMHI kallar för Utloppet av Getsjön. Medelhöjden är 392 meter över havet och ytan är 18,54 kvadratkilometer. Räknas de 32 avrinningsområdena uppströms in blir den ackumulerade arean 290,89 kvadratkilometer. Ytterån (Ålfloån) som avvattnar avrinningsområdet har biflödesordning 2, vilket innebär att vattnet flödar genom totalt 2 vattendrag innan det når havet efter 313 kilometer. Avrinningsområdet består mestadels av skog (67 procent). Avrinningsområdet har 3,25 kvadratkilometer vattenytor vilket ger det en sjöprocent på 17,5 procent.